# Variables Sonnenhörnchen
Das Variable Sonnenhörnchen (Heliosciurus mutabilis) ist eine Hörnchenart aus der Gattung der Sonnenhörnchen (Heliosciurus). Es kommt in großen Teilen Ostafrikas vom Süden Tansanias über Sambia und Malawi bis Mosambik vor.

## Merkmale
Das Variable Sonnenhörnchen ist ein mittelgroßes bis großes Hörnchen der Gattung und erreicht eine durchschnittliche Kopf-Rumpf-Länge von etwa 21,7 bis 26,9 Zentimetern, der Schwanz ist etwa 23,5 bis 30,2 Zentimeter lang und das Gewicht liegt bei etwa 330 bis 380 Gramm. Die Weibchen sind dabei im Durchschnitt etwas kleiner als die Männchen. Die Hinterfußlänge beträgt etwa 46 bis 60 Millimeter, die Ohrlänge 13 bis 19 Millimeter. Anders als die anderen Arten der Gattung zeichnet sich das Variable Sonnenhörnchen durch eine sehr veränderliche, variable saisonale Fellzeichnung aus. Die Tiere haben generell ein braunes bis rotbraunes raues Fell aus 15 bis 20 Millimeter langen Haaren, das bei den verschiedenen Unterarten dunklere Markierungen aufweisen kann. Die Rückenhaare sind gebändert mit einer braunen Basis, zwei helleren und einem sandfarbenen Band in der Mitte und einer cremeweißen Spitze. Der Kopf, die Wangen und die Beine entsprechen in der Färbung dem Rückenfell, die Bauchseite ist heller und gegenüber den Flanken scharf abgegrenzt. Der Schwanz ist mit etwa 112 % der Kopf-Rumpf-Länge vergleichsweise lang, er ist dünn und braun und besitzt gut erkennbare helle cremeweiße bis sandfarbene Ringe. Die Schwanzspitze kann rotbraun bis zimtfarben sein. Beim Fellwechsel verändert sich die Rückenfärbung in ein zimtfarbenes, rotbraunes oder kastanienbraunes Fell, es wird danach zunehmend blasser und schwarz-braun. Bei vielen Individuen erfolgt der Fellwechsel in Flecken, sodass das Rückenfell ein Mosaik auf frischem und älterem Fell darstellen kann. Diese Art des Fellwechsels ist bei Hörnchen bislang nur von dieser Art bekannt.
Das Variable Sonnenhörnchen entspricht in der Grundfärbung sehr stark dem Graufußhörnchen (Heliosciurus gambianus) und dem Rotfüßigen Sonnenhörnchen (Heliosciurus rufobrachium), ist jedoch generell etwas blasser und heller mit deutlich ausgeprägten Schwanzringen und einer scharfen Abgrenzung zwischen Bauch- und Rückenfell. Die Bauchseite ist zudem weniger stark und deutlich kürzer behaart als der Rücken. Im Vergleich zum Rotfüßigen Sonnenhörnchen sind zudem die Beine nie rotbraun. Auch eine Verwechslung mit einigen sehr ähnlichen Afrikanischen Buschhörnchen (Gattung Paraxerus), namentlich dem Smith-Buschhörnchen (Paraxerus cepapi), dem Rotbauchigen Buschhörnchen (Paraxerus palliatus) und dem Gestreiften Buschhörnchen (Paraxerus flavovittis), ist möglich.

## Verbreitung
Das Variable Sonnenhörnchen kommt in großen Teilen Ostafrikas vom Süden Tansanias über das östliche Sambia und Malawi bis über weite Teile von Mosambik vor. Im Norden Tansanias schließt sich das Verbreitungsgebiet des Zanj-Sonnenhörnchens (Heliosciurus undulatus) an.

## Lebensweise
Das Variable Sonnenhörnchen lebt in immergrünen Regenwäldern des Flachlands und der Bergregionen bis in Höhen von etwa 2100 Metern sowie in dichteren Beständen und Dickichten von Brachystegia und Julbernardia entlang von Flussläufen und im Küstenbereich.
Die Art ist tagaktiv und wenig sozial, sie lebt meist einzeln oder mit einem einzelnen Partner. Die Tiere sind baumlebend und bauen Nester in Baumhöhlen oder in dichten Weinranken in den höheren Baumschichten. Sie ernähren sich vor allem von Kigelia-Früchten und Efeublättern, fressen jedoch auch andere Pflanzenteile, Früchte, Nüsse und auch Insekten und Eier. Sie laufen schnell über Äste und Zweige in den Baumkronen. Bei Bedrohung stoßen die Tiere laute Rufe aus und stellen den Schwanz auf, manchmal drücken sie sich eng an Äste oder verstecken sich in einer Baumhöhle.
Über das Fortpflanzungsverhalten liegen kaum Daten vor; ein Weibchen in Simbabwe wurde tragend mit vier Jungtieren gefangen.

## Systematik
Das Variable Sonnenhörnchen wird als eigenständige Art innerhalb der Gattung der Sonnenhörnchen (Heliosciurus) eingeordnet, die aus sechs Arten besteht. Die wissenschaftliche Erstbeschreibung stammt von Wilhelm Peters aus dem Jahr 1852. Peters beobachtete während seiner von 1842 bis 1848 währenden Reise durch das südliche Afrika bei Boror 19 Kilometer nordwestlich von Quelimane in Mosambik ein Pärchen der Art und konnte das Weibchen einfangen. Dieses bildete die Grundlage für seine wissenschaftliche Beschreibung, die er unter der Bezeichnung Sciurus mutabilis durchführte. Die Tiere wurden in der Folgezeit teilweise als Unterart des Graufußhörnchens (Heliosciurus gambianus) oder des Rotfüßigen Sonnenhörnchens (Heliosciurus rufobrachium) betrachtet.
Innerhalb der Art werden mit der Nominatform fünf Unterarten unterschieden:
- Heliosciurus mutabilis mutabilis: Nominatform; lebt in den Bergregionen des südlichen Tansania und im angrenzenden Mosambik. Die Rückenfarbe ist dunkelbraun, die Bauchseite weißlich, gelblich oder bräunlich-grau. Die Schwanzringe sind hell und weniger auffällig als bei den anderen Unterarten. Einige Individuen besitzen einen dunklen Streifen, der von der Stirn über Kopf und Rücken bis zum Schwanz reicht und manchmal an den Flanken und am Rumpf verbreitert ist. Einige besitzen einen schwarzen Rückenfleck.
- Heliosciurus mutabilis beirae: In den südlichen Höhenlagen von Tansania und Mosambik. Die Unterart hat deutliche Schwanzringe und einen weißen Bauch.
- Heliosciurus mutabilis chirindensis: Im Chirinda Forest im Osten Simbabwes. Die Bauchseite ist sandfarben-weiß mit einer ockerfarbenen Tönung bis dunker ockerfarben oder grau-braun. Das Bauchfell ist heller als das der Flanken, die Schwanzringe sind deutlich ausgebildet.
- Heliosciurus mutabilis shirensis: In Sambia und im Westen Malawis sowie im äußersten Südwesten Tansanias und im angrenzenden Mosambik und Simbabwe. Das Rückenfell ist blasser als das der Nominatform, ein schwarzer Rückenfleck fehlt. Die Beine und der Bauch sind weiß bis sandfarben gefärbt, der Schwanz besitzt 16 helle Schwanzringe.
- Heliosciurus mutabilis vumbae: In den Bergregionen im Grenzgebiet von Simbabwe und Mosambik, die Populationen sind von denen der Nominatform um etwa 300 Kilometer abgegrenzt. Die Unterart hat eine dunkle Färbung, Bauch- und Rückenseite unterscheiden sich nicht. Das Rückenband ist dunkler und undeutlicher als bei der Nominatform.

## Status, Bedrohung und Schutz
Das Variable Sonnenhörnchen wird von der International Union for Conservation of Nature and Natural Resources (IUCN) als nicht gefährdet („least concern“) eingestuft. Begründet wird dies mit dem relativ großen Verbreitungsgebiet und den angenommen großen und stabilen Beständen. Es kommt zudem in zahlreichen geschützten Gebieten vor. Bestandsgefährdende Risiken sind nicht bekannt. Regional stellt vor allem in Mosambik der Waldverlust zur Umwandlung von Regenwäldern in landwirtschaftlich genutzte Flächen sowie die lokale Entwaldung zur Brennholzgewinnung eine Gefahr für lokale Populationen dar.

## Belege
1. 1 2 3 4 5 6 7 8 9 10  D.C.D. Happold: Heliosciurus mutabilis, Mutable Sun Squirrel. In: Jonathan Kingdon, David Happold, Michael Hoffmann, Thomas Butynski, Meredith Happold und Jan Kalina (Hrsg.): Mammals of Africa Volume III. Rodents, Hares and Rabbits. Bloomsbury, London 2013, S. 64–65; ISBN 978-1-4081-2253-2.
2. 1 2 3 4 5 6 7 8  Richard W. Thorington Jr., John L. Koprowski, Michael A. Steele: Squirrels of the World. Johns Hopkins University Press, Baltimore MD 2012; S. 225–226. ISBN 978-1-4214-0469-1
3. 1 2 3 4  Heliosciurus mutabilis in der Roten Liste gefährdeter Arten der IUCN 2015-4. Eingestellt von: P. Grubb, J. Kerbis Peterhans, 2008. Abgerufen am 10. Januar 2015.
4. 1 2  Heliosciurus mutabilis In: Don E. Wilson, DeeAnn M. Reeder (Hrsg.): Mammal Species of the World. A taxonomic and geographic Reference. 2 Bände. 3. Auflage. Johns Hopkins University Press, Baltimore MD 2005, ISBN 0-8018-8221-4.
5. ↑  Wilhelm Peters: Naturwissenschaftliche Reise nach Mossambique: auf Befehl seiner Majestät des Königs Friedrich Wilhelm IV in den Jahren 1842 bis 1848 ausgeführt. Berlin, 1852, S. 1–205 (S. 131–134) ()